# Ryan Sproul
Pour les articles homonymes, voir Sproul.
Ryan Sproul (né le 13 janvier 1993 à Mississauga dans la province d'Ontario au Canada) est un joueur professionnel canadien de hockey sur glace. Il évolue au poste de défenseur.

## Biographie
Il est repêché par les Red Wings de Détroit au deuxième tour, 55e rang, lors du repêchage d'entrée dans la LNH 2011 après avoir complété une saison avec les Greyhounds de Sault-Sainte-Marie dans la LHO. En 2012-2013, il réalise 66 points en 50 parties et remporte le trophée Max-Kaminsky du meilleur défenseur de la ligue, en plus d'être nommé défenseur de la saison au sein de la Ligue canadienne de hockey. Lors de cette même saison, il joue ses premières parties professionnelles dans la LAH avec l'équipe affiliée aux Red Wings, les Griffins de Grand Rapids.
La saison suivante, il joue son premier match dans la LNH avec les Red Wings le 13 avril 2014, le dernier de la saison, contre les Blues de Saint-Louis. Il passe toute la saison 2016-2017 avec les Red Wings, mais ne joue 27 parties durant la saison.
Le 21 octobre 2017, il est échangé aux Rangers de New York contre Matt Puempel.

## Statistiques

### En club
| Saison     | Équipe                           | Ligue      |    | Saison régulière | Saison régulière | Saison régulière | Saison régulière | Saison régulière |   | Séries éliminatoires | Séries éliminatoires | Séries éliminatoires | Séries éliminatoires | Séries éliminatoires |
| Saison     | Équipe                           | Ligue      | PJ | B                | A                | Pts              | Pun              | PJ               | B | A                    | Pts                  | Pun                  |                      |                      |
| 2009-2010  | Vipers de Vaughan                | OJHL       | 8  | 1                | 1                | 2                | 0                | 2                | 0 | 0                    | 0                    | 0                    |                      |                      |
| 2009-2010  | Blues de Bramalea                | OJHL       | 7  | 0                | 1                | 1                | 6                | -                | - | -                    | -                    | -                    |                      |                      |
| 2010-2011  | Vipers de Vaughan                | OJHL       | 3  | 1                | 2                | 3                | 4                | -                | - | -                    | -                    | -                    |                      |                      |
| 2010-2011  | Greyhounds de Sault-Sainte-Marie | LHO        | 61 | 14               | 19               | 33               | 36               | -                | - | -                    | -                    | -                    |                      |                      |
| 2011-2012  | Greyhounds de Sault-Sainte-Marie | LHO        | 61 | 23               | 31               | 54               | 53               | -                | - | -                    | -                    | -                    |                      |                      |
| 2012-2013  | Greyhounds de Sault-Sainte-Marie | LHO        | 50 | 20               | 46               | 66               | 45               | 6                | 2 | 3                    | 5                    | 0                    |                      |                      |
| 2012-2013  | Griffins de Grand Rapids         | LAH        | 2  | 0                | 0                | 0                | 2                | -                | - | -                    | -                    | -                    |                      |                      |
| 2013-2014  | Griffins de Grand Rapids         | LAH        | 72 | 11               | 21               | 32               | 49               | 10               | 2 | 3                    | 5                    | 4                    |                      |                      |
| 2013-2014  | Red Wings de Détroit             | LNH        | 1  | 0                | 0                | 0                | 0                | -                | - | -                    | -                    | -                    |                      |                      |
| 2014-2015  | Griffins de Grand Rapids         | LAH        | 66 | 5                | 19               | 24               | 26               | 5                | 0 | 0                    | 0                    | 0                    |                      |                      |
| 2015-2016  | Griffins de Grand Rapids         | LAH        | 75 | 12               | 23               | 35               | 22               | 9                | 2 | 7                    | 9                    | 8                    |                      |                      |
| 2016-2017  | Red Wings de Détroit             | LNH        | 27 | 1                | 6                | 7                | 6                | -                | - | -                    | -                    | -                    |                      |                      |
| 2017-2018  | Griffins de Grand Rapids         | LAH        | 5  | 1                | 3                | 4                | 2                | -                | - | -                    | -                    | -                    |                      |                      |
| 2017-2018  | Wolf Pack de Hartford            | LAH        | 44 | 10               | 15               | 25               | 28               | -                | - | -                    | -                    | -                    |                      |                      |
| 2017-2018  | Rangers de New York              | LNH        | 16 | 1                | 4                | 5                | 6                | -                | - | -                    | -                    | -                    |                      |                      |
| 2018-2019  | Marlies de Toronto               | LAH        | 1  | 0                | 1                | 1                | 0                | -                | - | -                    | -                    | -                    |                      |                      |
| 2018-2019  | Rocket de Laval                  | LAH        | 11 | 1                | 4                | 5                | 8                | -                | - | -                    | -                    | -                    |                      |                      |
| 2018-2019  | Bears de Hershey                 | LAH        | 52 | 9                | 14               | 23               | 8                | 9                | 3 | 1                    | 4                    | 2                    |                      |                      |
| 2019-2020  | HC Red Star Kunlun               | KHL        | 41 | 3                | 9                | 12               | 20               | -                | - | -                    | -                    | -                    |                      |                      |
| 2020-2021  | HC Red Star Kunlun               | KHL        | 47 | 9                | 16               | 25               | 18               | -                | - | -                    | -                    | -                    |                      |                      |
| 2021-2022  | HC Red Star Kunlun               | KHL        | 48 | 6                | 18               | 24               | 24               | -                | - | -                    | -                    | -                    |                      |                      |
| 2022-2023  | HC Red Star Kunlun               | KHL        | 48 | 4                | 7                | 11               | 27               | -                | - | -                    | -                    | -                    |                      |                      |
| 2023-2024  | HC Red Star Kunlun               | KHL        | 48 | 2                | 9                | 11               | 14               | -                | - | -                    | -                    | -                    |                      |                      |
| Totaux LNH | Totaux LNH                       | Totaux LNH | 44 | 2                | 10               | 12               | 12               | -                | - | -                    | -                    | -                    |                      |                      |

### En équipe nationale
| Année | Équipe | Compétition     |   | PJ | B | A | Pts | Pun       |  | Résultat |
| 2022  | Chine  | Jeux olympiques | 4 | 0  | 2 | 2 | 0   | 12e place |  |          |

## Trophées et honneurs personnels
- 2010-2011 : nommé dans la deuxième équipe d'étoiles de la LHO.
- 2011-2012 : nommé dans la troisième équipe d'étoiles de la LHO.
- 2012-2013 :
  - nommé dans la première équipe d'étoiles de la LHO.
  - remporte le trophée Max-Kaminsky du meilleur défenseur de la LAH.
  - nommé défenseur de la saison de la Ligue canadienne de hockey.
- 2013-2014 : nommé dans l'équipe des recrues de la LAH.